# Mitsubishi Carisma
Mitsubishi Carisma (type DA) var en bilmodel fra den japanske bilfabrikant Mitsubishi Motors, som mellem maj 1995 og december 2003 blev bygget af NedCar i Holland sammen med Volvo S40/V40.
Teknisk set var bilen derfor udstyret med mange Volvo-, men også Renault-komponenter (f.eks. var gearkassen fra Renault). Dog havde ikke alle modeller Renault-gearkasse. Modellerne med Renault-gearkasse kan kendes på den for Renault typiske bakgearsspærre, hvor man for at kunne skifte til bakgear skal løfte en ring under gearstangskno-ppen. Motorerne som var forsynet med Renault-gearkasse var 1,6 og 1,8 undtagen MSX og GDI, som havde Mitsubishi-gearkasse.
Modelnavnet er sat sammen af ordene car (engelsk for "bil") og kharisma (græsk for "guddommelig/himmelsk gave"). Bilen lå størrelsesmæssigt mellem Lancer og Galant, men da produktionen ophørte i slutningen af 2003 overtog Lancer modellens plads i Mitsubishis europæiske modelprogram.
Til trods for navnet havde Carisma et forholdsvist neutralt design, hvilket skyldtes at bilen var Mitsubishis første forsøg på at komme ind på det konservative europæiske firmabilmarked, hvor den skulle konkurrere med bl.a. Ford Mondeo.

## Carisma (DA1A, 1995−1999)
Mitsubishi Carisma blev introduceret for offentligheden som 5-dørs combi coupé i forsommeren 1995. Det var den første Mitsubishi-model, som blev bygget i Holland hos NedCar (et joint venture mellem Volvo, Mitsubishi og den hollandske stat). Modellen havde en for sin klasse stor kabine, og fandtes i starten med benzinmotorer på 1,6 og 1,8 liter med effekt fra 66 kW (90 hk) til 103 kW (140 hk).
I maj 1996 blev programmet udvidet med en klassisk 4-dørs sedan med mere bagageplads (480 i stedet for 430 liter). Denne version var et stærkere motoriseret og dermed også dyrere alternativ til den mindre og samtidig introducerede Lancer type CJ0, men dog ikke lige så stor en succes som combi coupé'en. Senere på året kom Carisma med en 1,9-liters turbodieselmotor med 66 kW (90 hk) fra Renault 19, dog ikke i Danmark.
I sommeren 1997 kom Carisma med den 1,8-liters GDI-motor med direkte benzinindsprøjtning og 92 kW (125 hk), som afløste de konventionelle 1,8-litersmotorer. Dette gjorde Carisma til den første masseproducerede, i Europa markedsførte bil med benzinmotor med direkte indsprøjtning. I sedanudgaven blev Carisma med GDI-motor i en kort periode eksporteret til Japan. I Europa fandtes Carisma i udstyrsvarianterne GL, GLX/LX og GLS/LS samt flere forskellige specialmodeller, som f.eks. GDI EXE og MSX.
Det lave brændstofforbrug og den høje motorydelse taler for GDI-motoren. Dog har disse motorer tendens til at sode til i indsugningsmanifolden, hvilket ændrer brændstofforbrug og effekt i negativ retning.
- Bagfra
- Mitsubishi Carisma sedan (1996−1999)

### Tekniske data
|                                                | 1.6                             | 1.6                             | 1.8                             | 1.8 MSX              | 1.8 GDI                         | 1.9 TD                    |
| Byggeår                                        | 5/1995–7/1997                   | 8/1997−5/1999                   | 5/1995–7/1997                   | 5/1995–7/1997        | 8/1997–5/1999                   | 9/1996–5/1999             |
| Motordata                                      |                                 |                                 |                                 |                      |                                 |                           |
| Motorkode                                      | 4G92                            | 4G92                            | 4G93                            | 4G93                 | 4G93                            | F8QT                      |
| Motortype                                      | R4-benzinmotor                  | R4-benzinmotor                  | R4-benzinmotor                  | R4-benzinmotor       | R4-benzinmotor                  | R4-dieselmotor            |
| Antal ventiler pr. cylinder                    | 4                               | 4                               | 4                               | 4                    | 4                               | 2                         |
| Ventilstyring                                  | OHC, tandrem                    | OHC, tandrem                    | OHC, tandrem                    | DOHC, tandrem        | DOHC, tandrem                   | OHC, tandrem              |
| Fødesystem                                     | Multipoint                      | Multipoint                      | Multipoint                      | Multipoint           | Direkte                         | Hvirvelkammer             |
| Trykladning                                    | –                               | –                               | –                               | –                    | –                               | Turbolader, ladeluftkøler |
| Køling                                         | Vandkøling                      | Vandkøling                      | Vandkøling                      | Vandkøling           | Vandkøling                      | Vandkøling                |
| Boring × slaglængde                            | 81,0 × 77,5 mm                  | 81,0 × 77,5 mm                  | 81,0 × 89,0 mm                  | 81,0 × 89,0 mm       | 81,0 × 89,0 mm                  | 80,0 × 93,0 mm            |
| Slagvolume                                     | 1597 cm³                        | 1597 cm³                        | 1834 cm³                        | 1834 cm³             | 1834 cm³                        | 1870 cm³                  |
| Kompressionsforhold                            | 10,0:1                          | 10,0:1                          | 10,0:1                          | 10,5:1               | 12,5:1                          | 20,5:1                    |
| Maks. effekt ved omdr./min.                    | 66 kW (90 hk) 5500              | 73 kW (99 hk) 5750              | 85 kW (115 hk) 5500             | 103 kW (140 hk) 6500 | 92 kW (125 hk) 5500             | 66 kW (90 hk) 4250        |
| Maks. drejningsmoment ved omdr./min.           | 137 Nm 4000                     | 137 Nm 4000                     | 162 Nm 4500                     | 167 Nm 5000          | 174 Nm 3750                     | 176 Nm 2250               |
| Kraftoverførsel                                |                                 |                                 |                                 |                      |                                 |                           |
| Drivende hjul                                  | Forhjul                         | Forhjul                         | Forhjul                         | Forhjul              | Forhjul                         | Forhjul                   |
| Gearkasse (standardudstyr)                     | 5-trins manuel                  | 5-trins manuel                  | 5-trins manuel                  | 5-trins manuel       | 5-trins manuel                  | 5-trins manuel            |
| Gearkasse (ekstraudstyr)                       | 4-trins automatisk              | 4-trins automatisk              | 4-trins automatisk              | –                    | 4-trins automatisk              | –                         |
| Præstationer                                   |                                 |                                 |                                 |                      |                                 |                           |
| Topfart                                        | 180 km/t                        | 185 km/t (180 km/t)             | 200 km/t                        | 215 km/t             | 205 km/t                        | 180 km/t                  |
| Acceleration 0-100 km/t                        | 12,0 sek. (14,3 sek.)           | 11,5 sek. (13,9 sek.)           | 10,2 sek. (12,0 sek.)           | 9,2 sek.             | 10,0 sek. (11,2 sek.)           | 13,2 sek.                 |
| Brændstofforbrug pr. 100 km ved blandet kørsel | 7,4 liter (7,1 liter) Blyfri 95 | 7,2 liter (8,4 liter) Blyfri 95 | 6,9 liter (7,5 liter) Blyfri 95 | 6,7 liter Blyfri 95  | 5,3 liter (7,3 liter) Blyfri 95 | 6,0 liter Diesel          |
| Bemærkninger                                   |                                 |                                 |                                 |                      |                                 |                           |
|                                                |                                 |                                 |                                 |                      | Ikke egnet til E10-brændstof    |                           |

1. ↑  Denne motor findes ikke på det danske modelprogram
2. ↑  Motor fra Renault
3. ↑  Værdier i parentes gælder for versioner med automatgear

## Carisma (DA2A, 1999−2003)
I forsommeren 1999 redesignede den tyske designer Gert Volker Hildebrandt, som også havde designet anden generation af SEAT Toledo, Carisma til modelåret 2000. Der kom nye udstyrsvarianter: basismodellen Classic, den komfortable Comfort, den sportslige Avance samt den luksuriøse Elegance.
GDI-motoren blev i sommeren 2000 modificeret med ændret gasspjældshus, en anden motorstyringssoftware samt en modificeret højtrykspumpeenhed og ydede nu 90 kW (122 hk), men opfyldt også Euro3-normen. Resten af motorprogrammet blev dog også fornyet: 1,6'eren havde nu 76 kW (103 hk), og den gamle dieselmotor blev afløst af to nye 1,9 DI-D-commonrailmotorer fra Renault med 75 kW (102 hk) og 85 kW (115 hk).
Samme år kom specialmodellen Dynamics, som var højdepunktet i Carisma-serien. Denne version var udstyret med et af Formel 1-specialisten Fondmetal (Minardi) udviklet bodykit og 17" fælge, og fandtes kun med 1,8 GDI-motoren.
- Bagfra

Carisma fik endnu et let facelift i efteråret 2002 til modelåret 2003. Denne model kan kendes på de mørkere forlygter, nyt sædebetræk, sølvfarvede Mitsubishi-emblemer og nyt rat. Samtidig udgik sedanversionen af modelprogrammet. 
I midten af 2003 blev 1,8 GDI-motoren med direkte indsprøjtning taget af modelprogrammet.
Produktionen af Carisma blev indstillet i slutningen af 2003. Efterfølgeren for Carisma var den i efteråret 2003 introducerede Lancer, som findes som sedan og stationcar. Trods større ydermål har Lancer mindre kabineplads end Carisma.
- Mitsubishi Carisma combi coupé (2002−2003)
- Bagfra
- Kombiinstrument i Carisma 1.8 GDI

### Tekniske data
|                                                | 1.6                             | 1.6                             | 1.8 GDI                         | 1.8 GDI                         | 1.9 TD                    | 1.9 DI-D MP               | 1.9 DI-D HP               |
| Byggeår                                        | 6/1999–7/2000                   | 8/2000–12/2003                  | 6/1999–7/2000                   | 8/2000–6/2003                   | 6/1999–7/2000             | 8/2000–12/2003            | 8/2000–12/2003            |
| Motordata                                      |                                 |                                 |                                 |                                 |                           |                           |                           |
| Motorkode                                      | 4G92                            | 4G92                            | 4G93                            | 4G93                            | F8QT                      | F9Q1                      | F9Q2                      |
| Motortype                                      | R4-benzinmotor                  | R4-benzinmotor                  | R4-benzinmotor                  | R4-benzinmotor                  | R4-dieselmotor            | R4-dieselmotor            | R4-dieselmotor            |
| Antal ventiler pr. cylinder                    | 4                               | 4                               | 4                               | 4                               | 2                         | 2                         | 2                         |
| Ventilstyring                                  | OHC, tandrem                    | OHC, tandrem                    | DOHC, tandrem                   | DOHC, tandrem                   | OHC, tandrem              | OHC, tandrem              | OHC, tandrem              |
| Fødesystem                                     | Multipoint                      | Multipoint                      | Direkte                         | Direkte                         | Hvirvelkammer             | Commonrail                | Commonrail                |
| Trykladning                                    | –                               | –                               | –                               | –                               | Turbolader, ladeluftkøler | Turbolader, ladeluftkøler | Turbolader, ladeluftkøler |
| Køling                                         | Vandkøling                      | Vandkøling                      | Vandkøling                      | Vandkøling                      | Vandkøling                | Vandkøling                | Vandkøling                |
| Boring × slaglængde                            | 81,0 × 77,5 mm                  | 81,0 × 77,5 mm                  | 81,0 × 89,0 mm                  | 81,0 × 89,0 mm                  | 80,0 × 93,0 mm            | 80,0 × 93,0 mm            | 80,0 × 93,0 mm            |
| Slagvolume                                     | 1597 cm³                        | 1597 cm³                        | 1834 cm³                        | 1834 cm³                        | 1870 cm³                  | 1870 cm³                  | 1870 cm³                  |
| Kompressionsforhold                            | 10,0:1                          | 10,0:1                          | 12,0:1                          | 11,6:1                          | 20,5:1                    | 18,3:1                    | 18,3:1                    |
| Maks. effekt ved omdr./min.                    | 73 kW (99 hk) 5750              | 76 kW (103 hk) 6000             | 92 kW (125 hk) 5500             | 90 kW (122 hk) 5500             | 66 kW (90 hk) 4250        | 75 kW (102 hk) 4000       | 85 kW (115 hk) 4000       |
| Maks. drejningsmoment ved omdr./min.           | 137 Nm 4000                     | 141 Nm 4500                     | 174 Nm 3750                     | 174 Nm 3750                     | 176 Nm 2250               | 215 Nm 1700               | 265 Nm 1800               |
| Udstødningsnorm                                | Euro2                           | Euro3                           | Euro2                           | Euro3                           | Euro2                     | Euro3                     | Euro3                     |
| Kraftoverførsel                                |                                 |                                 |                                 |                                 |                           |                           |                           |
| Drivende hjul                                  | Forhjul                         | Forhjul                         | Forhjul                         | Forhjul                         | Forhjul                   | Forhjul                   | Forhjul                   |
| Gearkasse (standardudstyr)                     | 5-trins manuel                  | 5-trins manuel                  | 5-trins manuel                  | 5-trins manuel                  | 5-trins manuel            | 5-trins manuel            | 5-trins manuel            |
| Gearkasse (ekstraudstyr)                       | 4-trins automatisk              | 4-trins automatisk              | 4-trins automatisk              | 4-trins automatisk              | –                         | –                         | –                         |
| Præstationer                                   |                                 |                                 |                                 |                                 |                           |                           |                           |
| Topfart                                        | 190 km/t (185 km/t)             | 185 km/t (180 km/t)             | 200 km/t                        | 200 km/t                        | 180 km/t                  | 190 km/t                  | 195 km/t                  |
| Acceleration 0-100 km/t                        | 12,1 sek. (15,0 sek.)           | 12,4 sek. (15,1 sek.)           | 10,4 sek. (12,4 sek.)           | 10,4 sek. (12,4 sek.)           | 13,2 sek.                 | 11,9 sek.                 | 10,4 sek.                 |
| Brændstofforbrug pr. 100 km ved blandet kørsel | 7,2 liter (8,3 liter) Blyfri 95 | 7,3 liter (8,4 liter) Blyfri 95 | 6,7 liter (7,6 liter) Blyfri 95 | 6,7 liter (7,6 liter) Blyfri 95 | 6,0 liter Diesel          | 5,4 liter Diesel          | 5,4 liter Diesel          |
| CO2-udslip ved blandet kørsel                  | 170 g/km (196 g/km)             | 170 g/km (196 g/km)             | 161 g/km (183 g/km)             | 161 g/km (183 g/km)             | 158 g/km                  |                           |                           |
| Bemærkninger                                   |                                 |                                 |                                 |                                 |                           |                           |                           |
|                                                |                                 |                                 | Ikke egnet til E10-brændstof    |                                 |                           |                           |                           |

1. ↑  Denne motor findes ikke på det danske modelprogram
2. 1 2 3  Motor fra Renault
3. ↑  Med automatgear: 92 kW (125 hk)
4. ↑  Værdier i parentes gælder for versioner med automatgear

## Produktion og salg
| År   | Antal produceret | Antal solgt |
| ---- | ---------------- | ----------- |
| 1995 | 19,100           | ?           |
| 1996 | 44,401           | ?           |
| 1997 | 82,255           | ?           |
| 1998 | 78,239           | ?           |
| 1999 | 54,460           | ?           |
| 2000 | 29,800           | 38,548      |
| 2001 | 22,203           | 28,647      |
| 2002 | 28,776           | 30,429      |
| 2003 | 26,074           | 28,123      |
| 2004 | –                | 9,875       |

(Kilder: Fact & Figures 2000 Arkiveret 22. oktober 2006 hos  Wayback Machine, Fact & Figures 2005 Arkiveret 5. marts 2007 hos  Wayback Machine, Mitsubishi Motors websider)

## Sikkerhed
Det svenske forsikringsselskab Folksam vurderer flere forskellige bilmodeller ud fra oplysninger fra virkelige ulykker, hvorved risikoen for død eller invaliditet i tilfælde af en ulykke måles. I rapporterne Hur säker är bilen? er/var Carisma klassificeret som følger:
- 2001: Mindst 20 % bedre end middelbilen[9]
- 2003: Mindst 30 % bedre end middelbilen[10]
- 2005: Mindst 30 % bedre end middelbilen[11]
- 2007: Mindst 20 % bedre end middelbilen[12]
- 2009: Mindst 20 % bedre end middelbilen[13]
- 2011: Mindst 20 % bedre end middelbilen[14]
- 2013: Mindst 20 % bedre end middelbilen[15]
- 2015: Mindst 20 % bedre end middelbilen[16]
- 2017: Mindst 40 % bedre end middelbilen[17]

## Tidslinje
1995
Maj: Introduktion af Carisma combi coupé med motorerne:
- 1,6 66 kW (90 hk)
- 1,8 85 kW (115 hk)
- 1,8 MSX 103 kW (140 hk)

1996
Maj: Introduktion af Carisma sedan.
September:
- Introduktion af 1,9-liters turbodieselmotor med 66 kW (90 hk), dog ikke i Danmark.
- Passagerairbag og ABS nu standard i samtlige versioner.

1997
August:
- 1,6 nu med 73 kW (99 hk).
- Introduktion af 1,8 GDI med direkte benzinindsprøjtning og 92 kW (125 hk). Afløser både 1,8 85 kW (115 hk) og 1,8 MSX 103 kW (140 hk).
- Sideairbags nu standard i samtlige versioner.

1999
Juni: Kraftigt facelift.
2000
August: Nye motorer:
- 1,6 nu med 76 kW (103 hk).
- 1,8 GDI med manuel gearkasse nu med 90 kW (122 hk).
- 1,9 TD 66 kW (90 hk) afløses af to nye commonrail-motorer med 75 kW (102 hk) og 85 kW (115 hk).

2002
Oktober:
- Yderligere mindre facelift med bl.a. mørkere forlygter og sølvfarvede Mitsubishi-logoer.
- Sedanversionen udgår.

2003
Juni: 1,8 GDI udgår.
December: Modelserien udgår til fordel for den i efteråret 2003 introducerede Lancer. Enkelte eksemplarer bliver dog først indregistreret og solgt i starten af 2004.

## Søstermodeller
Carisma lagde fra slutningen af 1998 platform til den kompakte MPV Space Star.
Platformen blev fra 2000 også brugt af det malaysiske Proton til at udvikle Proton Waja.

## Anden brug af navnet
I lande hvor Mitsubishi Lancer ikke blev markedsført, blev Lancer Evolution solgt under navnet Carisma GT.